# Почхонбо (эстрадный ансамбль)
Ансамбль электронной музыки «Почхонбо» (кор. 보천보전자악단, Pochonbo Electronic Ensemble) — существовавший в 1985-2008 годах эстрадный ансамбль КНДР. Основу репертуара составляют революционно-патриотические песни и народные песни в эстрадной обработке.
Ансамбль назван по имени Битвы при Почхонбо, произошедшей 4 июля 1937 года, в ходе которой корейские патриотические силы под руководством Ким Ир Сена атаковали японский оккупационный форт в Почхонбо.

## История
Создан 4 июня 1985 года.
В 2004 году был признан одним из самых популярных эстрадных коллективов КНДР. Однако некоторые критики ставят это достижение под сомнение, так как «Почхонбо» является одним из немногих эстрадных ансамблей, публичные выступления которого разрешены руководством КНДР.
В течение всего периода существования ансамбль проводил выступления на северокорейском радио, и осуществлял запись своих альбомов, дистрибуцией которых занималась компания «Моннан». Всего было записано 182 альбома, последние из них вышли уже после роспуска ансамбля, в 2011 году. Часть из них была записана совместно с эстрадным ансамблем "Моранбон"

Программа-афиша концерта "Великая партия, цветущая Корея"

В феврале-марте 2015 года в Пхеньяне, по сообщениям ЦТАК, прошли концерты «Песни воспоминаний». Для этих выступлений ансамбль электронной музыки «Почхонбо» вновь воссоединился, правда, в несколько усечённом составе: по сравнению с привычным составом, отсутствовали три клавишника (двое за синтезаторами, третий за электроорганом) и перкуссионист (зато на сцене был замечен второй гитарист, не выступавший с ансамблем аж с японских гастролей - с 1991 года - но работавший в студии). Впервые за последние несколько лет все певицы ансамбля вновь появились на одной сцене. Дирижировал ансамблем Ри Чхон О.
Второе выступление ансамбля в 2015 году прошло в рамках серии концертов на открытом воздухе, приуроченных к 70-летию Трудовой Партии Кореи.
Публика устроила овацию, когда создатель новой истории электронной музыки в корейском стиле, Ансамбль электронной музыки «Почхонбо», начал играть композицию «Моя страна полна счастья», представив затем знаменитые песни эры Трудовой Партии (ЦТАК)
На основании видео и фотографий данных концертов, а также новостей ЦТАК и статей в китайской и корейской Википедиях появилась небольшая информация о представителях ансамбля, из которой ясно, что на данный момент почти все они живы и слухи о казнях (уж тем более из миномёта) в их отношении серьёзно раздуты. Музыканты в основном продолжают работу с другими оркестрами и ансамблями, певицы занимаются преподавательской деятельностью. Не ясно лишь, что случилось с клавишником Ким Вон Илем, которого зачем-то вырезали из видео, показанного по ТВ КНДР в 2011 году, и куда подевался перкуссионист Ким Чжин, не участвовавший ни в одном из концертов 2015 года.
Дополнения:
В ноябре 2016 года в возрасте 74 лет скончался народный артист КНДР, лауреат Кимирсенской премии, кавалер Ордена Ким Ир Сена, герой труда КНДР, композитор и дирижёр Ри Джон О. Причиной смерти стал инфаркт. Как сообщает ЦТАК, 9 ноября на могилу музыканта был возложен венок от имени Маршала КНДР Ким Чен Ына.
В январе 2018 года в возрасте 54 лет, вследствие острого инфаркта миокарда, скончалась одна из самых известных солисток ансамбля — народная артистка КНДР, Герой Труда Ким Гван Сук. С момента роспуска ансамбля и до конца своей жизни она преподавала вокал в Пхеньянском дворце школьников. Глава государства Ким Чен Ын лично выразил соболезнования в связи со смертью певицы.

## Солисты
- Ким Гван Сук (김광숙, 金光淑)
- Чон Хе Ён (전혜영, 全惠英)
- Ри Гён Сук (리경숙, 李京淑)
- Чо Гым Хва (조금화, 趙錦花)
- Ри Бун Хи (리분희, 李粉姫)
- Ким Джон Нё (김정녀, 金正恩)
- Юн Хе Ён (윤혜영, 尹惠英)
- Хён Сон Воль (현송월, 月亮月)

## Основная информация об всех участниках ансамбля
Чон Хе Ён (전혜영)
Народная артистка КНДР Чон Хе Ён родилась в 1972 году в окрестностях Пхеньяна. Уже с детства была очень известной корейской певицей, её детские выступления сохранились в архивах Корейского центрального телевидения. В ансамбль «Почхонбо» певица попадает в 1988 году, ещё не успев как следует доучиться. В 1992 году происходит большое награждение участников ансамбля. Чон Хе Ён сразу получает звание народной артистки КНДР, минуя «заслуженного артиста». В 1999 году вынуждена покинуть ансамбль из-за паралича голосовых связок, лечение продолжалось целых 5 лет. За это время она обзаводится семьёй, в 2002 году у неё рождается дочь Хон Сон А. Несмотря на болезнь, она оставалась членом ансамбля до 2008 года. В настоящее время работает преподавательницей вокала во Дворце пионеров в Мангёндэ.
Ри Гён Сук (리경숙)
Заслуженная артистка КНДР Ри Гён Сук родилась 1 января 1970 года в Пхеньяне. В 7 лет дебютирует на сцене. Помимо музыкальной карьеры, в детстве и юношестве занималась и кино. В 1988 году заканчивает провинциальную школу искусств, после чего принимается в состав ансамбля «Почхонбо», после чего её кинокарьера прервалась. В 1992 году получает среди некоторых других участников ансамбля звание заслуженной артистки КНДР. В 2008 году формально покидает ансамбль. В настоящее время работает в Пхеньянской консерватории.
Личная жизнь: замужем за басистом ансамбля «Почхонбо» Ким Ён Илем, воспитывает сына и дочь.
Чо Гым Хва (조금화)
Заслуженная артистка КНДР Чо Гым Хва родилась в 1970 году в провинции Хамгён-Намдо. В ансамбле с 1988 года. В 1992 году получила звание заслуженной артистки. Формально ушла из ансамбля в 2008 году. Ныне работает преподавателем в Пхеньянском университете музыки и танца.
На 2019 год: Чо Гым Хва - заведующая кафедрой эстрадного вокала в Музыкальном университете им. Ким Вон Гюна. Муж - гитарист ансамбля, заслуженный артист Сон Гван, учитель в средней школе №2 при том же университете, ранее также гитарист в оркестре Государственного Заслуженного Хора КНДР. Дочь - Сон Ён, ныне известная в КНДР певица, работавшая с ансамблем «Чхонбон» и оркестром «Самчжиён».
Выступила в 2019 году на концерте, посвященном празднованию Нового Года. Летом 2021 года появились сведения о смерти певицы несколькими месяцами ранее, однако в сентябре она была замечена на параде в Пхеньяне - некролог ЦТАК, цитировавшийся в данных сообщениях, был составлен о другом человеке.
Хён Сон Воль (현송월)
Заслуженная артистка КНДР, полковник Хён Сон Воль родилась в 1977 году, место рождения неизвестно. В 1994 году заканчивает Пхеньянский университет музыки и танца, на следующий год получает место в ансамбле «Ванъджэсан». В 1999 году переведена в ансамбль «Почхонбо», видимо, на замену Чон Хе Ён. В 2008 году формально уходит из ансамбля. В 2012 году становится объектом слухов о возможном браке с Ким Чен Ыном. В этом же году Хён Сон Воль возглавляет группу «Моранбон», где работает и по сей день. В 2013 году вновь становится объектом слухов, на этот раз из-за якобы казни многих известных музыкантов за хранение Библии и съёмки порнографии. Предположительно замужем, по неподтвержденным данным в 2012 году родила ребёнка.
Ри Бун Хи (리분희)
Заслуженная артистка КНДР Ри Бун Хи родилась в 1972 году в Пхеньяне. О ней данных меньше всего, но из того, что есть, понятно, что в ансамбле она пела с 1988 по 2008 год. В 1992 году получает звание заслуженной артистки. О нынешнем месте работы и о личной жизни никакой информации нет. В 2014 году были слухи о её серьёзной травме в ДТП, однако речь в итоге шла о её полной тёзке, известной северокорейской спортсменке.
Ким Гван Сук (김광숙)
Народная артистка КНДР Ким Гван Сук родилась в 1964 году в Пхеньяне. О ранних этапах творчества информации нет, однако известно, что в 1980 г. Ким Гван Сук училась в Пхеньянском музыкально-танцевальном колледже (ныне Тихоокеанский музыкальный колледж им. Ким Вон Гюна ),а до 1986 года она получила звание заслуженной артистки. В ансамбле с 1986 года. В 1992 году за работу в ансамбле получает звание народной артистки. Формально ушла из ансамбля в 2008 году, после чего появлялась на сцене эпизодически. Работала в Пхеньянском дворце школьников преподавателем искусств и вокала. Муж - пианист ансамбля, народный деятель искусств КНДР Чхон Гвон.
Певица скончалась в возрасте 54 лет в январе 2018 года вследствие острого инфаркта миокарда.
Юн Хе Ён (윤혜영)
После ухода из «Почхонбо» перешла в «Ванъджэсан».
Ким Джон Нё (김정녀)
Помимо «Почхонбо», была задействована в «Ванджэсане» (данная информация требует уточнения). В настоящее время работает работает учителем в Кымсонской школе. Выпускница дворца школьников Мангёндэ.

## Второстепенные исполнители
Ким Ын Сук (김은숙)

## Основные авторы (композиторы, поэты)
Ри Джон О (리종오)
Народный артист, герой труда КНДР, автор множества песен ансамбля.
Умер 08.11.2016
Ку Сын Хэ (구승해)
Народный артист. 21.07.1937 - 24.01.2017
Композитор (изв. произв. - 수령님 은덕일세, «Благодаря заботе Вождя», 신아우 - «Синау»)
Хван Джин Ён (황진영)
Народный артист, герой труда КНДР, также сотрудничал с «Ванджэсан». В данный момент -  в ансамбле «Моранбон».
У Джон Хи (우정희)
Народный артист, герой труда КНДР. В данный момент - в ансамбле «Моранбон».
Ан Джон Хо (안정호)
Народный артист, герой труда КНДР. В данный момент - в ансамбле «Моранбон».
Чон Гвон (전권)
Пак Чин Гук (박진국)
Чон Мин Чхоль (전민철)

## Дирижёр
Ким Ён Су (р. 1961) (김영수)
Заслуженный артист КНДР (с 1992). Работает дирижёром эстрадного ансамбля ВВС КНДР.

## Клавишники
Ким Вон Иль (д.р. неизвестна) (김원일)
Народный артист КНДР (с 1992). Солист ансамбля, композитор и автор аранжировок некоторых песен. Судьба неизвестна; музыкант вырезан из отреставрированных телеконцертов, записанных в 1993 году, что позволяет сделать вывод о мерах, предпринятых в его отношении, однако с 2015-2016 года его имя вновь начинает появляться в нотных записях, публикуемых официальными СМИ КНДР.
Найдена информация о том, что в 2003 и 2009 году он избирался в Верховное народное собрание КНДР. Возможно, это обстоятельство могло повлиять на его судьбу.
Ким Хэ Сон (д.р. неизвестна) (김해성)
Заслуженный артист КНДР (с 1992). Композитор и автор аранжировок некоторых песен ансамбля. Работает в музыкальном департаменте ансамбля «Моранбон».
Ким Мун Хёк (р. 1965) (김문혁)
Заслуженный артист КНДР (с 1992). Автор аранжировок некоторых песен ансамбля. Работает в оперной труппе «Пхибада».
Гвон Гён Хак (р. 1968) (권경학)
Работает в Пхеньянском университете музыки и танца.
Ким Сун Рёп (р. 1971) (김숭렵)
Привлекался к работе с ансамблем на концертах 2015 года.

## Пианисты
Чхон Гвон (р. 1965) (전권)
Народный артист КНДР (с 1992). Композитор и автор аранжировок некоторых песен ансамбля. Работал партийным секретарём творческой труппы «Ванджэсан».
Чан Чжон Вон (д.р. неизвестна) (잔정원)
Привлекался к работе с ансамблем на концертах 2015 года.

## Органисты
Ри Мун (р. 1967) (리문)
Автор аранжировок некоторых песен ансамбля. Работает техническим директором эстрадного ансамбля ВВС КНДР.
Кан Чхор Хо (р. 1967) (강철호)
Заслуженный артист КНДР (с 1992). Композитор и автор аранжировок некоторых песен ансамбля. Работает в композиторском отделении творческой труппы «Ванджэсан».
Кан Гым Чхоль (р. 1967) (강금철)
Работал в творческой труппе «Ванджэсан».

## Гитаристы
Сон Гван (р. 1965) (송광)
Заслуженный артист КНДР (с 1992). Солист ансамбля. Работает учителем в одной из школ Пхеньяна; также работает в оркестре Государственного Заслуженного Хора КНДР.  Женат на Чо Гым Хва, имеет дочь  - Сон Ён.
Чхве Ён Чхоль (д.р. неизвестна)
Заслуженный артист КНДР (с 1992).Участвовал в концерте в Японии в 1991 году. Судьба после присвоения почётного звания неизвестна.
Пак И Хён (р. 1953) (박의현)
Привлекался к работе с ансамблем на концертах 2015 года. Музыкальный руководитель творческой труппы «Мансудэ».
Ким Ён Иль (р. 1966) (김영일)
Работает ответственным чиновником сектора массовой культуры Министерства культуры КНДР.

## Барабаны, Перкуссия
Чхве Мун Чхоль (р. 1963) (최문철)
Заслуженный артист КНДР (с 1992). Работает в музыкальной группе Пхеньянской киностудии.
Ким Чжин (д.р. неизвестна) (김진)
Заслуженный артист КНДР (с 1992). Судьба после роспуска ансамбля неизвестна.